# Clifford Geertz
Clifford James Geertz (São Francisco, 23 de agosto de 1926 — Filadélfia, 30 de outubro de 2006) foi um antropólogo estadunidense, professor emérito da Universidade de Princeton, em Nova Jérsei, nos Estados Unidos. Seu trabalho no Institute for Advanced Study de Princeton se destacou pela análise da prática simbólica no fato antropológico. Foi considerado, por três décadas, o antropólogo mais influente nos Estados Unidos (Shweder and Good, 2005. p. 1).

## Vida
Prestou serviço militar na Marinha dos Estados Unidos entre 1943 e 1945, participando da Segunda Guerra Mundial. Como veterano de guerra, ingressou  no Antioch College onde graduou-se em filosofia e inglês em 1950. Obteve seu Doutorado em Antropologia  na Universidade de Harvard em 1956 no Departamento de Relações Sociais, participando de um programa interdisciplinar sob a supervisão de Talcott Parsons. Conduziu extensas pesquisas de campo, nas quais se originaram seus livros, escritos essencialmente sob a forma de ensaio. Suas principais pesquisas ocorreram na Indonésia (em 1951 e, posteriormente, entre 1957 e 1958) e no Marrocos (entre 1963 e 1971)
Entre 1960-1970 trabalhou como professor na Universidade de Chicago, transferindo-se em 1970 para a Universidade de Princeton, Nova Jersey.
Morreu em 2006 em decorrência de complicações surgidas após cirurgia cardíaca.
Foi casado com a também antropóloga Hildred Geertz, com quem realizou em 1951 uma pesquisa multidisciplinar na Indonésia. Clifford Geertz estudou religião e Hildred, parentesco.

## Teoria interpretativa ou simbólica
Com cerca de vinte livros publicados, Clifford Geertz foi um dos principais antropólogos do século XX, importante, assim como Claude Lévi-Strauss, não apenas para a própria teoria e prática antropológica, mas também fora de sua área, em disciplinas como a psicologia, a história e a teoria literária. Considerado o fundador de uma das vertentes da antropologia contemporânea - a chamada Antropologia Hermenêutica ou Simbólica ou Interpretativa, que floresceu a partir dos anos 1950.
Foi o descontentamento com a metodologia antropológica disponível à época de seu estudo, para Geertz, excessivamente abstrata e de certa forma distanciada da realidade encontrada no campo, que o levou a elaborar um método novo de análise das informações obtidas entre as sociedades que estudava. Seu primeiro estudo tinha por objetivo entender a religião em Java.
No final, foi incapaz de se restringir a apenas um aspecto daquela sociedade, que ele achava que não poderia ser extirpado e analisado separadamente do resto, desconsiderando, entre outras coisas, a própria passagem do tempo. Foi assim que ele chegou ao que depois foi apelidada de antropologia hermenêutica. Sua tese principia na defesa do estudo de "quem as pessoas de determinada formação cultural acham que são, o que elas fazem e por que razões elas crêem que fazem o que fazem".
Uma das metáforas preferidas, para Geertz, para definir o que faz a Antropologia Interpretativa é a da leitura das sociedades como textos ou como análogas a textos. A interpretação se dá em todos os momentos do estudo, da leitura do "texto" cheio de significados que é a sociedade à escritura do texto/ensaio do antropólogo, interpretado, por sua vez, por aqueles que não passaram pelas experiências do autor do texto escrito. Todos os elementos da cultura analisada devem ser entendidos, portanto, à luz desta textualidade imanente à realidade cultural.
Geertz discordava com a ideia de Levi-Strauss de abordagem etnocêntrica (que o antropólogo estruturalista via como algo positivo) no estudo da área. Segundo Geertz, o risco do etnocentrismo é de aprisionar o ser humano em sua interpretação pessoal. Geertz afirmou que o problema humano no estudo antropológico não é de estranhar o outro, mas de estranhar a si mesmo, e ele aconselhava os estudiosos a se conhecerem melhor antes de analisarem outras sociedades.

## Antropologia simbólica

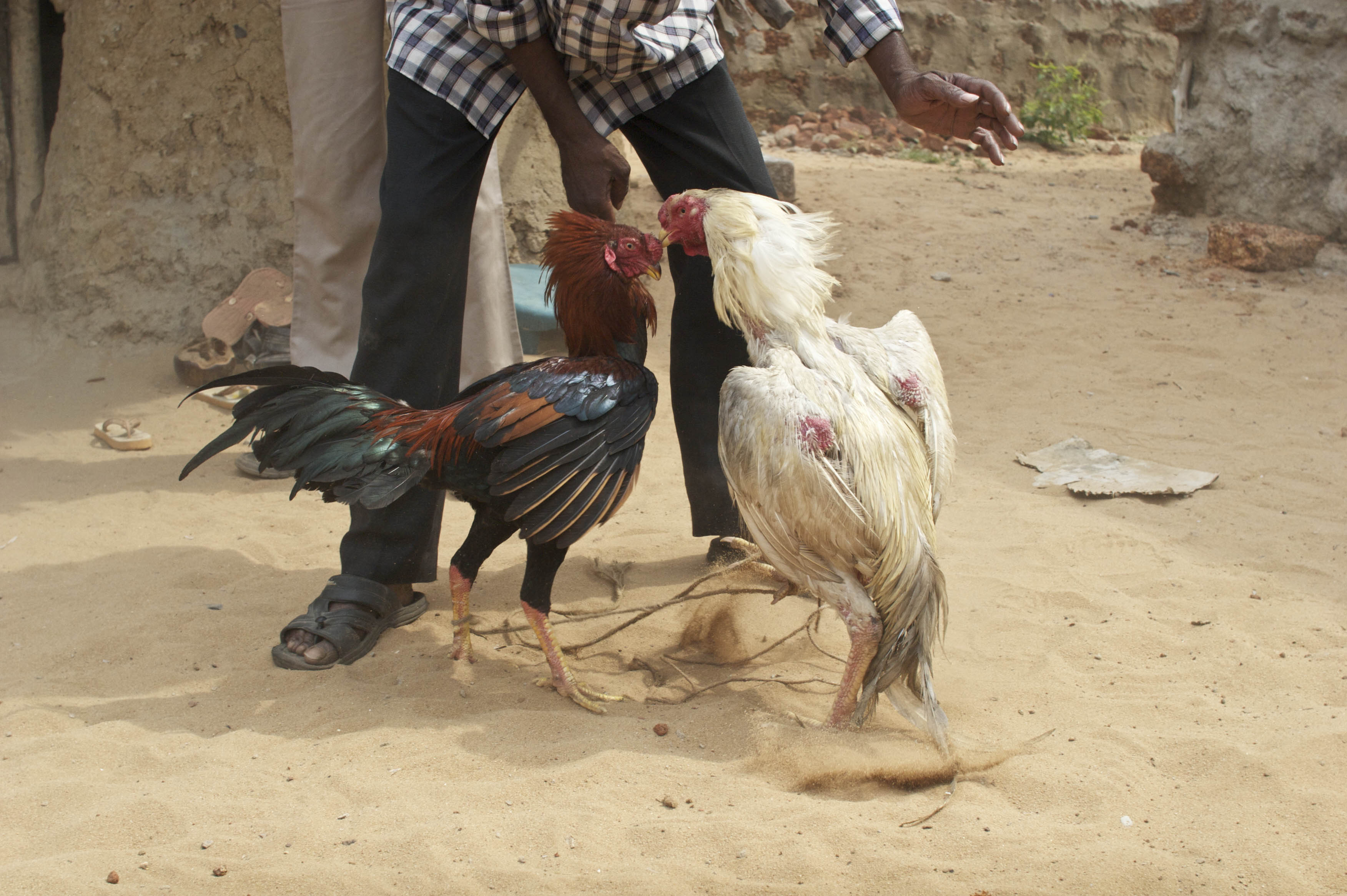
Rinha de galo na Índia, em 2008

Uma das bases teóricas do pensamento de Clifford Geertz é a "Antropologia Simbólica", desenvolvida a partir dos estudos neo-kantianos de Ernst Cassirer. Geertz, como Norbert Elias, enfatiza a dependência do ser humano dos símbolos. Entende a cultura como um texto na qual o ser humano está imerso. Em seu trabalho Deep Play: Notes on the Balinese Cockfight (1973), desenvolve a ideia da leitura da prática cultural como texto. Examina a rinha de galo de Bali a partir do uso da emoção em sua finalidade cognitiva (Geertz 1973a:449). Assim, a presença na rinha de galos torna-se uma forma de educação emocional para o balinês - ensina e reforça as emoções e reações dos seus participantes num texto exterior.
| “ | A cultura humana é um conjunto de textos (...) na qual o antropólogo deve saber ler por sobre os ombros daqueles a quem esta cultura pertence. Clifford Geertz (1973a:452). | ” |

## Escritos

### Livros em inglês
- 1956 The development of the Javanese economy: a socio-cultural approach. Cambridge : Center for International Studies, Massachusetts Institute of Technology.
- 1960 Religion of Java. Glencoe: Free Press.
- 1963 Agricultural Involution: The Process of Agricultural Change in Indonesia. Berkeley: University of California Press.
- 1963 Peddlers and Princes: Social Change and Economic Modernization in Two Indonesian Towns. Chicago: University of Chicago Press.
- 1963 Old Societies and New States: the quest for modernity in Asia and Africa. New York: Free Press. Edited by Clifford Geertz.
- 1963 Peddlers and Princes: Social Development and Economic Change in Two Indonesian Towns' (Comparative Studies of New Nations). University Of Chicago Press.
- 1964 The Religion of Java. New York : The Free Press of Glencoe.
- 1965 The Social History of an Indonesian Town. Cambridge: MIT Press.
- 1968 Islam Observed: Religious Development in Morocco and Indonesia. Chicago: University of Chicago Press.
- 1973 The Interpretation of Cultures: Selected Essays. New York: Basic.
- 1974 Myth, Symbol, and Culture. W. W. Norton & Company.
- 1975 Social history of an Indonesian town. Westport, Conn. : Greenwood Press, Publishers.
- 1978 Kinship in Bali com Hildred Geertz. Chicago: University of Chicago Press.
- 1979 Meaning and Order in Moroccan Society: Three Essays in Cultural Analysis. Com Hildred Geertz e Lawrence Rosen. Cambridge: Cambridge University Press.
- 1980 Negara: The Theatre State in Nineteenth-Century Bali. Princeton: Princeton University Press.
- 1983 Local Knowledge: Further Essays in Interpretive Anthropology. New York: Basic Books.
- 1988 Works and Lives: The Anthropologist as Author. Stanford: Stanford University Press.
- 1995 After the Fact: Two Countries, Four Decades, One Anthropologist. [The Jerusalem-Harvard Lectures]. Cambridge and London: Harvard University Press.
- 1999 A life of learning : Charles Homer Haskins lecture for 1999. New York: American Council of Learned Societies.
- 2000 Available Light: Anthropological Reflections on Philosophical Topics.  Princeton: Princeton University Press.
- 2010 Life Among the Anthros and Other Essays Org. Fred Inglis, Princeton University Press.

### Capítulos de livros em inglês
- 1964  Ideology as a Cultural System. In Ideology and Discontent. Ed. David Apter. pp:47–76. New York: Free Press.
- 1959  The Javanese Village. In Local, Ethnic, and National Loyalties in Village Indonesia. Ed. G. William Skinner. pp:34–41. New Haven: Southeast Asian Program, Yale University.
- 1962  The Growth of Culture and the Evolution of Mind. In Theories of the Mind. Ed. J. Scher. pp:713–740. New York: Free Press of Glencoe.
- 1966  Person, Time, and Conduct in Bali: An Essay in Cultural Analysis. Southeast Asia Program, Cultural Report Series. New Haven: Yale University.
- 1966  Religion as a Cultural System. In Anthropological Approaches to the Study of Religion. Ed. Michael Banton. pp:1–46. ASA Monographs, 3. London: Tavistock Publications.
- 1966  The Impact of the Concept of Culture on the Concept of Man. In New Views of the Nature of Man. Ed. J. Platt. pp:93–118. Chicago: University of Chicago Press.
- 1967  Tihingan: A Balinese Village. In Villages in Indonesia. Ed. R. N. Koentjaraningrat. pp: 210–243. Ithaca and London: Cornell University Press.
- 1976  From the Native's Point of View. In Meaning in Anthropology. Eds. Keith H. Basso and Henry A. Selby. pp:221–237. Albuquerque: University of New México Press.
- 1977  Curing, Sorcery, and Magic in a Javanese Town. In Culture, Disease, and Healing: Studies in Medical Anthropology. Ed. David Landy. pp:146–153. New York: Macmillan Publishing.
- 1983  Notions of Primitive Thought: Dialogue with Clifford Geertz. In States of Mind. Experts on the Human Mind Explore our Most Current Knowledge-and Questions for Tomorrow. ed & comp Jonathan Miller. pp;192–210. New York: Pantheon.
- 1986 Epilogue in The Anthropology of experience. Urbana : University of Illinois Press. Eds. Victor W. Turner e Edward M. Bruner.  pp:3731–380.
- 1986  The Uses of Diversity. In Tanner Lectures on Human Values, Vol. 7. Ed. Sterling M. McMurrin. pp:251–275. Cambridge and Salt Lake City: Cambridge University Press and University of Utah Press.
- 1989  Margaret Mead, 1901-1978. Biographical Memoirs 58:329-341. National Academy of Sciences.

### Artigos em revistas acadêmicas publicados em inglês
- 1957  "Ritual and Social Change: A Javanese Example". American Anthropologist 59(1):32-54.
- 1959  "Form and Variation in Balinese Village Structure". American Anthropologist 61:991-1012.
- 1961  "The Rotating Credit Association: A "Middle Rung" " in Development. Economic Development and Cultural Change 10:241-263.
- 1962  "Studies in Peasant Life: Community and Society". In Biennial Review of Anthropology 1961. Ed. Bernard J. Siegal. pp:;1–41. Stanford: Stanford University Press.
- 1967  "Politics Past, Politics Preset: Some Notes on the Contribution of Anthropology to the Study of the New States". European Journal of Sociology 8(1):1-14.
- 1967  "The Cerebral Savage: On the Work of Claude Levi-Strauss". Encounter 48(4):25-32.
- 1967  "Under the Mosquito Net". New York Review of Books, September 14.
- 1968  "Thinking as a Moral Act: Dimensions of Anthropological Fieldwork in the New States". Antioch Review 28(2):139-158.
- 1972  "Religious Change and Social Order in Soeharto's Indonesia". Asia 27:62-84.
- 1972  "The Wet and the Dry: Traditional Irrigation in Bali and Morocco". Human Ecology 1:34-39.
- 1972  "Deep Play: Notes on the Balinese Cockfight".Daedalus 101(1 Winter).
- 1977  "Found in Translation: On the Social History of the Moral Imagination". Georgia Review 31(4 Winter):788-810.
- 1984  "Anti-Anti-Relativism. 1983 Distinguished Lecture". American Anthropologist 82:263-278.
- 1984  "Culture and Social Change: The Indonesian Case". Man 19:511-532.
- 1990  "History and Anthropology". New Literary History 21(2 Winter):321-335.
- 1991  "The Year of Living Culturally". New Republic, October 21, 30-36.
- 1992  "Local Knowledge" and Its Limits: Some Obiter Dicta". Yale Journal of Criticism 5(2):129-135.
- 1993  "Ethnic Conflict": Three Alternative Terms". Common Knowledge 2(3 Winter):54-65.
- 1994  "Life on the Edge". [Artigo crítico de Tsing, In the Realm of the Diamond Queen]. New York Review of Books 41(7 April ):3-4.
- 1995  "Culture War". Artigo crítico de Sahlins, How "Natives" Think and Obeyesekere, The Apotheosis of Captain Cook]. New York Review of Books 42(19 November 30):4-6.

### Livros publicados em português
- Observando o Islã: O Desenvolvimento Religioso no Marrocos e na Indonésia (1968) Rio de Janeiro: Ed. Zahar, 2004
- A Interpretação das Culturas (1973). LTC, 1989.
- Nova Luz Sobre a Antropologia (2000) Rio de Janeiro: Ed. Zahar, 2001.
- O Saber Local - Novos Ensaios em Antropologia Interpretativa. Petrópolis, Vozes, (1997) - 2001.
- Obras e Vidas, o Antropólogo como Autor. Rio de Janeiro: Editora UFRJ, 2005.
- Atrás dos fatos: Dois países, quatro décadas, um antropólogo. Petrópolis: Vozes, 2012.
- A vida entre os antros e outros ensaios. Petrópolis: Vozes, 2015.

### Livros publicados em espanhol
- Reflexiones Antropológicas sobre Temas Filosóficos. Paidós, 2002.
- Negara: el Estado-teatro en el Bali del Siglo XIX. Paidós, 1999.
- El Antropólogo como Autor. Paidós Ibérica, 1997.
- Tras los Hechos: dos países, cuatro décadas y un antropólogo. Paidós Ibérica, 1996.
- Los Usos de la Diversidad. Paidós Ibérica,  1996
- Conocimiento Local: Ensayos sobre la Interpretación de las Culturas. Paidós Ibérica, 1994
- Observando el Islam. Paidós Ibérica, 1994.
- Interpretación de las Culturas. Gedisa, 1988.
- El Surgimiento de la Antropología Posmoderna. Gedisa, 1988.

## Tradução
Apesar da importância do trabalho de Geertz e de suas poucas obras traduzidas ao português, elas têm sofrido com a tradução inadequada ou parcial. Segundo Fraya Frehse, em "A interpretação das culturas", dos quinze ensaios escritos publicados na obra original apenas nove figuram na edição da editora Guanabara Koogan.

## Sobre Geertz
- Pinho, Relivaldo. Clifford Geertz (1926-2006). In: Everardo Rocha; Marina Frid. (Org.). Os antropólogos: clássicos das Ciências Sociais. Petrópolis; Rio de Janeiro: Vozes; Editora PUC, 2015, v. 1, p. 251-264.
- Revisão Crítica de Clifford Geertz. O saber local: novos ensaios em antropologia interpretativa. Revista de Antropologia vol.41 n.2 São Paulo 1998 Fraya Frehse
- DEL CAIRO, Carlos e JARAMILLO MARIN, Jefferson. Clifford Geertz e a montagem de um projeto antropológico Crítico. Tabula Rasa, jan./jun. 2008, no.8, p.15-44. ISSN 1794-2489.
- Clifford Geertz by His Colleagues. Richard A. Shweder e Byron Good (Editores). Chicago UP, 2005.
- Pinho, Relivaldo.  Antropologia e filosofia: estética e experiência em Clifford Geertz e Walter Benjamin. Horiz. antropol.,  Porto Alegre ,  v. 18, n. 37, p. 209-234,  June  2012